# Trappe de Timadeuc
Pour les articles homonymes, voir Trappe.
Trappe de Timadeuc est la marque commerciale d'un fromage industriel français au lait de vache à pâte pressée non cuite. Il est fabriqué dans les usines Triballat Noyal et affiné dans les locaux de la communauté monastique de l'abbaye Notre-Dame de Timadeuc, qui en possède la marque, dans le Morbihan. La marque Trappe de Timadeuc est accompagnée de la marque Monastic.

## Description du fromage
C'est un fromage industriel au lait pasteurisé de vache à pâte pressée non cuite. Son affinage est demeuré traditionnel. Il mesure de 18 à 20 cm de diamètre, de 4 à 5 cm d'épaisseur et pèse environ 1,8 kg. Sa croûte est fine et de couleur jaune paille, sa pâte blanche ivoire et plutôt élastique.

## Histoire
La fabrication de fromages a débuté à la fin de la première moitié du XIXe siècle. La communauté monastique vivait de la production agricole laitière via l'exploitation des terres de l'abbaye Notre-Dame de Timadeuc, non loin de Pontivy, dans le centre du Morbihan, et sa transformation en fromage. Il s'agissait alors d'une production fermière. 
Aujourd'hui, le fromage fermier a disparu et seule une activité d'affinage et d'emballage est assurée par la communauté de l'abbaye. Du fait de l'absence de vocation à la vie monastique, la ferme et les terres sont désormais baillées à des agriculteurs ne faisant pas partie de la communauté, le lait, produit par ceux-ci, est acheté par la communauté et sa transformation est sous-traitée par une entreprise de l'industrie laitière.

## Fabrication
Après transformation du lait en fromage sous forme de caillebotte pressée (fromage en blanc) par les usines Triballat, ceux-ci sont livrés à la communauté monastique de l'abbaye Notre-Dame de Timadeuc qui prend en charge l'affinage et l'emballage.

## Matières premières agricoles et additifs employés
- Lait de vache normalisé et pasteurisé ;
- Ferments lactiques ;
- Présure (Chymosine) ;
- Sel (2 %) ;
- Conservateurs alimentaires : 
  - Natamycine (E235) ;
  - Lysozyme (E1105) .

## Volume de production
Les usines Triballat et la communauté monastique de l'abbaye Notre-Dame de Timadeuc transforment 100 tonnes par an de ce fromage.